# Чернігівський з'їзд
Черні́гівський з'їзд — останній відомий княжий з'їзд Ольговичів. Відбувся в Чернігові 1206 року. На зустрічі були присутніми Всеволод Святославич Чермний з родичами, Володимир Сіверський з родичами, Мстислав Старий з племінниками і половці. Імовірно, інтерес Ігоревичів полягав у придбанні Галича, чернігівських Ольговичів — у придбанні Новгорода-Сіверського. Умови допомоги смолян Ольговичам неясні, принаймні Ольговичі спочатку готові були миритися з князюванням Рюрика в Києві.

## Питання про галицьку спадщину
З'їзд зібрано невдовзі після загибелі Романа Галицького та виникнення проблеми успадкування його великих володінь. Прямі спадкоємці Романа, Данило та Василько, хоч і підтримувані угорцями, були немовлятами і претендувати на реальну владу не могли. Ігоровичі були синами Єфросинії, дочки Ярослава Осмомисла галицького (пом.1187).
1201 і 1205 року Рюрик, Ольговичі і половці вже намагалися опанувати Галичем, але першого разу їх захопив зненацька Роман і вони втратили Київ, а другого просто повернулися з соромом великим, зіткнувшись з опором галичан і угорського гарнізону, який король дав удові Романа. 1206 року, після з'їзду, здійснено аналогічний похід, але на бік союзників залучено також Лешка Білого, у поході проти якого загинув Роман. Крім того, до Галича повернулися з вигнання прихильники покликання на князювання Ігоровичів, бояри Кормиличичі. В результаті Ігоровичам кілька років із перервами вдавалося займати князівські столи в Галичі, Володимирі-Волинському, Перемишлі та Звенигороді.

## Питання про Новгород-Сіверський
Войтович Л. В. пов'язує з цим з'їздом і більш фундаментальне рішення, яке узгоджується з тим, що згодом Ігоровичі Сіверські вокняжилися в Галичі (хоч і не змогли закріпити його у владі своїх нащадків), у Новгород-Сіверському князівстві нащадки Святослава Ольговича зберегли за собою лише Посем'я (Новгород-Сіверський і Трубчевськ увійшли до складу Брянського князівства) і не князювали в Чернігові. Зокрема, конфлікт між Михайлом Чернігівським та Олегом Курським 1226 року дослідник пояснює спробою останнього домогтися зміни рішень чернігівського з'їзду. Однак, дослідник відносить рішення про передання Новгорода-Сіверського старшій лінії Ольговичів (після переходу Ігоря до Чернігова) ще до 1190 року, коли було укладено шлюб Давида Ольговича з дочкою Ігоря Святославича.
Квашнін-Самарін М. Д. припустив, що Ігоревичі поступилися чернігівським Всеволодовичам Новгород-Сіверським за допомогу в оволодінні Галичем (1206). Зотов Р. В. це припущення не підтримав, хоча вважає, що Рюрик/Констянтин Ольгович був новгород-сіверським князем після Володимира Ігоровича (1206), і згодом, при переходах Всеволода Чермного на київське князювання (1206, 1207, 1210), переходив на чернігівське